# Katja Salskov-Iversen
Katja Steen Salskov-Iversen (Copenhague, 19 de agosto de 1994) es una deportista danesa que compite en vela en la clase 49er FX. 
Participó en los Juegos Olímpicos de Río de Janeiro 2016, obteniendo una medalla de bronce en la clase 49er FX (junto con Jena Hansen). Ganó una medalla de oro en el Campeonato Mundial de 49er de 2017 y cuatro medallas en el Campeonato Europeo de 49er entre los años 2013 y 2016.

## Palmarés internacional
| \| Juegos Olímpicos \| Juegos Olímpicos \| Juegos Olímpicos \| Juegos Olímpicos \| \| Año \| Lugar \| Medalla \| Clase \| \| ------------------ \| ----------------------- \| ----------------- \| ---------------- \| \| 2016 \| Río de Janeiro (Brasil) \| Medalla de bronce \| 49er FX \| \| Campeonato Mundial \| \| \| \| \| Año \| Lugar \| Medalla \| Clase \| \| 2017 \| Matosinhos (Portugal) \| Medalla de oro \| 49er FX \| \| Campeonato Europeo \| \| \| \| \| Año \| Lugar \| Medalla \| Clase \| \| 2013 \| Aarhus (Dinamarca) \| Medalla de plata \| 49er FX \| \| 2014 \| Helsinki (Finlandia) \| Medalla de plata \| 49er FX \| \| 2015 \| Oporto (Portugal) \| Medalla de plata \| 49er FX \| \| 2016 \| Barcelona (España) \| Medalla de oro \| 49er FX \| |                         |                   |         |
| Juegos Olímpicos |                         |                   |         |
| Año | Lugar                   | Medalla           | Clase   |
| 2016 | Río de Janeiro (Brasil) | Medalla de bronce | 49er FX |
| Campeonato Mundial |                         |                   |         |
| Año | Lugar                   | Medalla           | Clase   |
| 2017 | Matosinhos (Portugal)   | Medalla de oro    | 49er FX |
| Campeonato Europeo |                         |                   |         |
| Año | Lugar                   | Medalla           | Clase   |
| 2013 | Aarhus (Dinamarca)      | Medalla de plata  | 49er FX |
| 2014 | Helsinki (Finlandia)    | Medalla de plata  | 49er FX |
| 2015 | Oporto (Portugal)       | Medalla de plata  | 49er FX |
| 2016 | Barcelona (España)      | Medalla de oro    | 49er FX |